# Пройс, Конрад Теодор
Конрад Теодор Пройс (нем. Konrad Theodor Preuss; 2 июня 1869, Прейсиш-Эйлау, Пруссия (ныне Багратионовск, Калининградской области России) — 8 июня 1938, Берлин) — немецкий этнолог, археолог, религиовед, музейный работник, исследователь коренных жителей Мексики и Колумбии.

## Биография
Был воспитан в протестантской религии.
Образование получил в университете Кёнигсберга и Берлинском университете.
С раннего возраста увлекся филологией, изучал латынь и греческий язык. Позже его заинтесовали география и история, что привело к изучению антропологии. В 1895 году стал работать стажёром в Этнологическом музее в Берлине, затем научным сотрудником отдела Океании и Африки. В 1894 году защитил докторскую диссертацию «Погребальное искусство американцев и жителей северо-восточной Азии».
В 1900 году был назначен помощником директора и куратором музея (в 1908). К. Пройс был близок к филологии, поэтому работы Э. Селера привела его к изучению языка науатль и расшифровке доиспанских кодексов. В 1920 году сменил Селера во главе отдела американистики, заведовал коллекциями Центральной и Северной Америки Берлинского музея этнологии. С 1921 г. преподавал этнологию в Берлинском университете, читал лекции в религиоведческом обществе. 
За время работы в Этнологическом музее совершил две поездки на американский континент. Участвовал в длительных этнографических экспедициях в Мексике (1905—1907) и Колумбии (1913—1919), всегда стремясь хорошо овладеть туземными языками, чтобы лучше понять их представления о мире и веру.
В обоих случаях разрабаитывал особый методологический подход, на который явно повлияло его обучение классической филологии. Этот подход заключался в изучении мифической и религиозной мысли индейских народов по их текстам. После поездки в Мексику приступил к кропотливой работе по редактированию трёх томов материалов, которые он получил от представителей кора, уичолей и мексиканеро. Из этого монументального труда только первый том, посвященный корам, успел увидеть свет в виде книги «Экспедиция в Наярит» (1912).
Интересовался проблемой соотношения религии, культа и мифа у первобытных народов и оставался приверженцем теории развития до 1930-х годов, хотя и не причислял себя к какой-либо школе. В своих работах создал одну из версий преанимистической теории). Пройс критиковал Л. Леви-Брюля и Э. Кассирера за введение дихотомии «магического» и «рационального» мышления. Считал, что они могут уживаться в одном и том же человеке. Основываясь на собственных полевых исследованиях, Пройс критикует Леви-Брюля и за его теорию «пралогического мышления», утверждая, что нет принципиальной разницы в мышлении между «естественными» народами (Naturvölker) и «культурными» народами (Kulturvölker). В работе 1933 года «Религиозное содержание мифов» он ставит своей целью прояснение отношений между мифом и культом и роли этих феноменов в простых обществах. Мифы, согласно Пройсу, это подтверждения культовых и ритуальных действий в мире. Культы же совершаются естественными народами, чтобы сделать соответствующий миф несомненным и придать ему всеобщее признание. Миф определяет и образовывает всю культуру, в которой он существует.
В 1890—1898 годах руководил Литовским литературным обществом.

## Избранные труды
- Der Ursprung der Religion und Kunst / Globus. 1904. Bd. 86.
- Die geistige Kultur der Naturvölker. Leipzig: Teubner, 1914.
- Religion und Mythologie der Uitoto. 2 Bd. Leipzig: J.C. Hinrichs; Göttingen: Vandenhoeck & Ruprecht, 1921—1923.
- Bilderatlas zur Religionsgeschichte / Lfg. 16. Mexikanische Religion. 1924.
- Glauben und Mystik im Schatten des höchsten Wesens. Leipzig: C.L. Hirschfeld, 1926.
- Adolf Bastian und die heutige Völkerkunde. Berlin: D. Reimer, 1926. (Baessler Archiv. Bd. 10).
- Tod und Unsterblichkeit im Glauben der Naturvölker. Tübingen: J.C.B. Mohr, 1930.
- Der religiöse Gehalt der Mythen. Tübingen: Mohr, 1933.
- Das Irrationale in der Magie / Zeitschrift für Ethnologie. Jg. 70. 1938.

## Награды и отличия
За свои научные заслуги Пройс был избран членом многих научных обществ.
- 1928: Член Королевской академии искусств и наук Нидерландов
- 1928: член Финской академии наук, Хельсинки.
- 1928: член Национальной академии истории, Кито.
- 1929: Почётный член Антропологического общества Вашингтона.
- 1930: Почётный член Парижского общества американистов.
- 1933: Почётный профессор Национального музея археологии, истории и этнографии, Мексика.
- 1934: Почётный член Флорентийского антропологического общества.
- 1936: орден Бояки, Колумбия.